# Historias de cabaret
Historias de Cabaret es un álbum en vivo de la banda mexicana de rock en español Los Amantes de Lola y fue lanzado al mercado por la compañía Artefacto Producciones.

## Grabación y descripción
El disco fue grabado durante los conciertos efectuados por la agrupación el 20 y 21 de marzo de 2006 en el Teatro El Bataclán, en México, D. F. Este álbum fue producido por el grupo y Artefacto Producciones. La mezcla y masterización de Historias de cabaret fueron realizadas en las instalaciones de Artefacto Producciones entre junio y julio del mismo año.
Esta producción musical fue presentada en el Hard Rock Live de la Ciudad de México en agosto de 2006.

## Lista de canciones
| N.º   | Título                | Escritor(es)                        | Duración |  |
| 1.    | «Descubrí»            | Kazz                                | 4:45     |  |
| 2.    | «A solas»             | Kazz / Fernando Díaz Corona         | 5:00     |  |
| 3.    | «Don Juan»            | Kazz / Fernanado Díaz Corona / Tutú | 3:31     |  |
| 4.    | «Jamás»               | Kazz / Gasú                         | 4:33     |  |
| 5.    | «Natalia»             | Kazz                                | 4:19     |  |
| 6.    | «La doña»             | Fernando Díaz Corona / Tutú         | 4:27     |  |
| 7.    | «Hombres y locos»     | Gasú                                | 4:20     |  |
| 8.    | «La mitad del tiempo» | Gasú                                | 4:10     |  |
| 9.    | «Beber de tu sangre»  | Gasú                                | 8:37     |  |
| 10.   | «La flor de Bagdad»   | Kazz                                | 4:42     |  |
| 11.   | «Santo»               | Fernando Díaz Corona                | 4:59     |  |
| 12.   | «Mamá»                | Kazz                                | 5:10     |  |
| 13.   | «¿Para qué?»          | Fernando Díaz Corona                | 4:23     |  |
| 62:56 |                       |                                     |          |  |

## Créditos

### Los Amantes de Lola
- Kazz — voz principal.
- Gasú — guitarra y coros.
- Álex Boom — batería.
- Alfredo Percástegui — bajo.

### Músico invitado
- Alejandro Marcovich — guitarra (en la canción «Mamá»).

### Personal de producción
- Los Amantes de Lola — productor.
- Artefacto Producciones — productor.
- Álex Boom — dirección.
- Ricardo Arteaga — grabación y mezcla.
- Leonardo Juárez — grabación, edición y masterización.
- Guillermo de León — ingeniero de audio.
- Brando López — ingeniero de audio.
- Cristian Trejo — técnico de audio e iluminación.
- Prees — audio e iluminación.
- Carlos A. Rosanoff — diseño de iluminación.
- Gustavo Bautista — operación de iluminación robótica.
- Monserrat Vargas — fotografía y miembro del personal.
- Pravda Garza Ramos — ingeniero de sala.
- Christian Müller — asistente de sala.
- Gerardo Arroyo — miembro del personal.
- Luis Mota — miembro del personal.
- Job Vásquez — miembro del personal